# CS Volei 2004 Tomis Konstanca
CS Volei 2004 Tomis Konstanca – rumuński żeński klub piłki siatkowej z siedzibą w Konstancy. Został założony w 2004.

## Sukcesy
Mistrzostwo Rumunii:
- 2010/2011, 2011/2012
- 2008/2009, 2009/2010

Puchar CEV:
- 2011/2012

## Kadra 2012/13
- 1.  Claudia Gavrilescu
- 5.  Genesis del Carmen Franchesco Machado
- 6.  Jasna Majstorović
- 7.  Ana Cristina Cazacu
- 8.  Dominique Lamb
- 9.  Diana Neaga-Calotă
- 10. Nataša Ševarika
- 11. Jeoselyna Rodríguez
- 12. Sherline Holness
- 13. Megan Ganzer
- 14. Ana-Maria Dumitru
- 16. Marina Vujović
- 18. Anamaria Șerban